# Yuka Satō
Yuka Satō (jap. 佐藤 有香, Satō Yuka; * 14. Februar, 1973 in der Präfektur Tokio) ist eine ehemalige japanische Eiskunstläuferin, die im Einzellauf startete. Sie ist die Weltmeisterin von 1994.

## Werdegang
Beide Eltern von Yuka Satō sind ehemalige Eiskunstläufer und Eiskunstlauftrainer. Ihr Vater Nobuo Satō nahm an den Olympischen Winterspielen 1960 und 1964 teil und wurde Vierter der Weltmeisterschaft 1965. Ihre Mutter Kumiko Satō, geb. Ōkawa, war Olympiateilnehmerin 1964 und 1968 und wurde bei den Weltmeisterschaften 1967 und 1968 jeweils Fünfte. 
Yuka Satō wurde neben ihren Eltern von Peter Dunfield in Kanada trainiert. Sie wurde in den Jahren 1993 und 1994 japanische Meisterin im Eiskunstlauf der Damen, nachdem sie 1990 und 1992 bereits nationale Vizemeisterin hinter Midori Itō geworden war. In deren Fußstapfen trat die Juniorenweltmeisterin von 1990 mit dem Gewinn der Weltmeisterschaft 1994 im heimischen Chiba. Fünf Jahre nach Itō war es der zweite japanische WM-Titel in der Damenkonkurrenz. Ein Jahr zuvor hatte Satō bei der Weltmeisterschaft in Prag mit dem vierten Platz eine Medaille noch knapp verpasst. Sie nahm an zwei Olympischen Winterspielen teil. 1992 in Albertville wurde sie Siebte und 1994 in Lillehammer belegte sie den fünften Platz. Nach ihrem Weltmeisterschaftsgewinn beendete sie 1994 ihre Amateurkarriere. 
Nach ihrem Wechsel zu den Profis lief sie bei der Eisrevue Stars on Ice. 1998 begann sie bei Profiwettbewerben im Paarlauf mit Jason Dungjen teilzunehmen. Mit ihm ist sie seit dem 5. Juni 1999 auch verheiratet. Heute arbeiten die beiden als Trainer und Satō auch als Choreografin. Zu ihren Schülern gehören Takahiko Kozuka, Jeremy Abbott und Alissa Czisny.

## Ergebnisse
| Wettbewerb / Jahr           | 1989 | 1990 | 1991 | 1992 | 1993 | 1994 |
| --------------------------- | ---- | ---- | ---- | ---- | ---- | ---- |
| Olympische Winterspiele     |      |      |      | 7.   |      | 5.   |
| Weltmeisterschaften         |      | 14.  |      | 8.   | 4.   | 1.   |
| Juniorenweltmeisterschaften | 10.  | 1.   |      |      |      |      |
| Japanische Meisterschaften  | 3.   | 2.   |      | 2.   | 1.   | 1.   |